# Óscar Martínez
Óscar Martínez est un joueur espagnol de tennis, né le 9 mars 1974 à Valence, en Espagne.

## Palmarès

### Finale en simple messieurs
| No | Date       | Nom et lieu du tournoi        | Catégorie    | Dotation  | Surface      | Vainqueur           | Score         |  |
| -- | ---------- | ----------------------------- | ------------ | --------- | ------------ | ------------------- | ------------- |  |
| 1  | 03-10-1994 | Athens International, Athènes | World Series | 188 750 $ | Terre (ext.) | Alberto Berasategui | 4-6, 7-6, 6-3 |  |